# Volga (Dakota Południowa)
Volga – miasto w Stanach Zjednoczonych, w stanie Dakota Południowa, w hrabstwie Brookings.